# Episodi di Pippi Calzelunghe
L'edizione originale della serie televisiva Pippi Calzelunghe si compone di tredici episodi, trasmessi in Svezia nel 1969, e in Italia dal Programma Nazionale nel 1970, più due film sequel, distribuiti nei cinema svedesi nel 1970 e in Italia tra il 1971 e il 1972. In Germania Ovest i tredici episodi furono ri-montati, sotto forma di due film: Pippi Calzelunghe e il tesoro di Capitan Kid (Pippi Langstrumpf) e Pippi a bordo! (Pippi geht von Bord) e distribuiti in diversi paesi tra cui l'Italia.
In Italia, a causa della distribuzione tedesca, venne invertito l'ordine degli episodi Una festa movimentata e In giro a far compere, mentre nell'edizione originale svedese i 13 episodi hanno sempre mantenuto il loro ordine originale. Inoltre, sempre basandosi sull'edizione tedesca, i due film aggiuntivi furono divisi in otto episodi trasmessi per la prima volta da Rete 2 dal 1980 assieme alle repliche dei primi episodi, con l'aggiunta di alcune scene inedite nella versione cinematografica oltre ad un nuovo doppiaggio, e distribuiti in VHS e DVD come parte della serie originale.
I titoli di alcuni episodi differiscono leggermente a seconda delle varie riedizioni.
| Stagione | Episodio n. | Episodio n.                                                         | Titolo Originale                                                             | Titolo Italiano                   | Prima TV Svezia  | Prima TV Italia   |
| -------- | ----------- | ------------------------------------------------------------------- | ---------------------------------------------------------------------------- | --------------------------------- | ---------------- | ----------------- |
| 1        | 1           | 1                                                                   | Pippi flyttar in i Villa Villekulla                                          | Villa Villacolle                  | 8 febbraio 1969  | 6 settembre 1970  |
| 1        | 2           | 3                                                                   | Pippi är sakletare och går på kalas                                          | Una festa movimentata             | 15 febbraio 1969 | 20 settembre 1970 |
| 1        | 3           | 2                                                                   | Pippi går i affärer                                                          | In giro a far compere             | 22 febbraio 1969 | 13 settembre 1970 |
| 1        | 4           | 4                                                                   | Pippi ordnar en utflykt                                                      | Una gita in campagna              | 1º marzo 1969    | 27 settembre 1970 |
| 1        | 5           | 5                                                                   | Pippi får besök av tjuvar                                                    | Uno strano compleanno             | 8 marzo 1969     | 4 ottobre 1970    |
| 1        | 6           | 6                                                                   | Pippi går på tivoli                                                          | Visita al Luna Park               | 15 marzo 1969    | 11 ottobre 1970   |
| 1        | 7           | 7                                                                   | Pippi i den första snön                                                      | La prima neve                     | 22 marzo 1969    | 18 ottobre 1970   |
| 1        | 8           | 8                                                                   | Pippis jul                                                                   | I regali di Natale                | 29 marzo 1969    | 25 ottobre 1970   |
| 1        | 9           | 9                                                                   | Pippi hittar en Spunk                                                        | L'introvabile Spunk               | 5 aprile 1969    | 1º novembre 1970  |
| 1        | 10          | 10                                                                  | Pippis ballongfärd                                                           | Una gita in pallone               | 12 aprile 1969   | 8 novembre 1970   |
| 1        | 11          | 11                                                                  | Pippi är skeppsbruten                                                        | Come Robinson Crusoe              | 19 aprile 1969   | 15 novembre 1970  |
| 1        | 12          | 12                                                                  | Pippi håller avskedskalas                                                    | Festa d'addio                     | 26 aprile 1969   | 22 novembre 1970  |
| 1        | 13          | 13                                                                  | Pippi går ombord                                                             | La partenza                       | 3 maggio 1969    | 29 novembre 1970  |
| Film     |             | 14                                                                  | Pippi Calzelunghe e i pirati di Taka-Tuka (Pippi Långstrump på de sju haven) | Capitano Calzelunghe chiede aiuto | 24 gennaio 1970  | 30 ottobre 1980   |
| Film     | 15          | L'isola di Taka-Tuka                                                | Pippi Calzelunghe e i pirati di Taka-Tuka (Pippi Långstrump på de sju haven) | 31 ottobre 1980                   | 24 gennaio 1970  |                   |
| Film     | 16          | Pippi contro i pirati                                               | Pippi Calzelunghe e i pirati di Taka-Tuka (Pippi Långstrump på de sju haven) | 3 novembre 1980                   | 24 gennaio 1970  |                   |
| Film     | 17          | Il tesoro dello zio Fabian                                          | Pippi Calzelunghe e i pirati di Taka-Tuka (Pippi Långstrump på de sju haven) | 4 novembre 1980                   | 24 gennaio 1970  |                   |
| Film     | 18          | Quella strega di Pippi Calzelunghe (På rymmen med Pippi Långstrump) | Fuga da casa                                                                 | 14 novembre 1970                  | 5 novembre 1980  |                   |
| Film     | 19          | Quella strega di Pippi Calzelunghe (På rymmen med Pippi Långstrump) | Un viaggio nella botte                                                       | 14 novembre 1970                  | 6 novembre 1980  |                   |
| Film     | 20          | Quella strega di Pippi Calzelunghe (På rymmen med Pippi Långstrump) | L'automobile volante                                                         | 14 novembre 1970                  | 7 novembre 1980  |                   |
| Film     | 21          | Quella strega di Pippi Calzelunghe (På rymmen med Pippi Långstrump) | Ritorno a casa                                                               | 14 novembre 1970                  | 10 novembre 1980 |                   |

## Villa Villacolle
Nella tranquilla cittadina svedese di Visby, sull'isola di Gotland, vivono i fratelli Tommy e Annika Settergren, assieme ai loro genitori. Ogni mattina, mentre vanno a scuola, i due bambini si fermano a contemplare la fantastica Villa Villacolle, sperando che prima o poi qualcuno venga ad abitarci.
Ben presto, Tommy e Annika scoprono che in città sta per accadere qualcosa di insolito: sta arrivando Pippi Calzelunghe, una bambina di 9 anni che con suo padre, il capitano Efraim Calzelunghe, ha sempre viaggiato per mare intorno al mondo. Dopo un naufragio del padre, ora re dei negri dell'isola di Taka-Tuka, Pippi si trasferisce temporaneamente a Villa Villacolle, comprata dal padre stesso, in attesa del suo ritorno. Ella appare fin da subito come una bambina eccezionale e incredibilmente forzuta, con i capelli rossi legati in due trecce rosse ritte in fuori e il viso pieno di lentiggini; porta quasi sempre un paio di scarpe nere grandi il doppio del normale e due calze lunghe, una arancione e una verde. Alla villa porta con sé anche il signor Nilsson, una simpatica scimmietta, Zietto, un cavallo bianco a pois e un baule pieno di monete d'oro lasciatole dal padre.
Più tardi, di ritorno da scuola, Tommy e Annika apprendono da zia Prusselius, una donna zitella che si occupa dei bambini della città, che qualcuno è andato ad abitare nella vecchia villa. I due vi fanno visita e, dopo qualche momento di esitazione, ci entrano. Stupefatti dell'arredamento e dagli strani oggetti, sorprendono Pippi dormire nel letto con i piedi sul cuscino e, quando questa si sveglia d'improvviso, i bambini si presentano e fanno subito amicizia e iniziano a giocare. Ma improvvisamente bussa alla porta zia Prusselius, venuta a mettere Pippi in collegio. Ben presto la donna scopre che la bimba sa essere molto furba e dispettosa nei confronti degli adulti e che è in grado di vivere da sola, quindi torna indietro a mani vuote chiedendo aiuto a Kling e Klang, due poliziotti della città. A casa i tre bambini fanno merenda, e Pippi regala a Tommy un coltello e ad Annika un anello. Ma mentre sono in giardino, arrivano i due poliziotti, che decidono di acciuffare la bambina, noncuranti della sua astuzia e abilità. Dopo un inseguimento sul tetto, gli agenti fuggono via a gambe levate, lasciando Pippi libera di vivere in pace a Villa Villacolle.
Nota: Reintitolato Villa Villa Colle.

## Una festa movimentata
È una giornata piovosa e Pippi, testarda com'è, decide di stendere il bucato e innaffiare il giardino. Poi si dedica alla pulizia della casa.
La mamma di Tommy e Annika è intenzionata a conoscere la nuova amica dei bambini e decide perciò di dare una festa nel pomeriggio e di invitare anche lei. Quando Pippi lo viene a sapere chiede a Tommy e Annika di insegnarle a comportarsi da bambina ben educata, non avendo ella mai partecipato a una festa. Dopo la scuola, i due fratellini corrono a Villa Villacolle mentre Pippi si sta lavando i piedi per l'imminente festicciola. La tentazione però è grossa: la bambina rovescia tutta l'acqua sul pavimento e dà prova di come il lavare per terra pattinando su delle spazzole sia un metodo originale e divertente di fare le pulizie. Successivamente, i tre bambini giocano a "chi cerca trova": Pippi scova un bidone arrugginito, Tommy un libriccino e Annika una collana.
È giunto il momento tanto atteso: Pippi si presenta alla festa dopo essersi esercitata con Zietto e il signor Nilsson a comportarsi da signorina ben educata, ma purtroppo combina un sacco di guai:  mette le dita nella torta, lancia in aria i biscotti per mangiarli, rompe in mille pezzi le stoviglie e si appende al lampadario, sotto gli occhi scandalizzati della signora Settergren e di tutte le donne, compresa zia Prusselius. Dopo aver dato una bella lezione a dei bulli che se la prendevano con un compagno di scuola di Tommy e Annika, Pippi se ne torna a casa sotto la pioggia, triste e dispiaciuta per tutti i guai combinati, confidando alla sua mamma su nel cielo di essere davvero amareggiata ma che non fa per lei diventare una ragazzina ben educata. Essendo di indole avventuriera e coraggiosa, ella desidererebbe piuttosto diventare un pirata.
- Nota: In Italia è stato trasmesso e distribuito come terzo episodio al posto di In giro a far compere a causa della distribuzione tedesca. Nell'edizione svedese è stato comunque mantenuto l'ordine originale degli episodi.

## In giro a far compere
Tommy e Annika sono in vacanza e corrono da Pippi per passare una giornata insieme. I tre decidono di andare in città a far compere. Dopo essersi immersa in una pozza Pippi, camminando, lascia delle enormi impronte rosse. Questo, ovviamente, attira l'attenzione dei due poliziotti Kling e Klang che, spaventati, credono si tratti del sangue della vittima di un qualche assassino. Nel frattempo Tommy, Annika e Pippi fanno tappa nel primo negozio, una profumeria: quest'ultima spiega alla commessa di non soffrire di lentiggini, poi compra un profumo molto costoso. La bottega successiva è un negozio di vestiti. Dopo essersi travestita Pippi rompe accidentalmente il braccio di un manichino che, tuttavia, ripaga immediatamente sotto gli occhi increduli della commessa. I tre capitano poi in un negozio di dolciumi e iniziano a comprare una quantità infinita di caramelle, cioccolatini, liquirizia e altre leccornie. Pippi offre poi a tutti i ragazzini i dolci.  Dopo averli mangiati a quest'ultima serve la madicina, un portentoso farmaco che può curare da ogni malattia. Si reca perciò dal farmacista che, sbigottito, le vende alcune bottigliette, le quali verranno mischiate dalla bambina in un'unica bottiglia. L'ultima tappa è un negozio di giocattoli, dove Pippi ne acquista per tutti i bambini. Intanto Blum e Donner-Karlsson, i due vagabondi della città che erano stati rinchiusi da Kling e Klang, sono evasi dalla prigione, approfittando dei due poliziotti impegnati con il mistero delle impronte rosse. Vengono così a scoprire che ora in città vive Pippi, una bambina molto ricca con un baule pieno d'oro. Per concludere quest'ultima, Tommy, Annika e tutti i bambini improvvisano un concerto con delle ocarine regalate loro da Pippi, venendo tuttavia interrotti proprio da Kling e Klang. Alla fine della giornata i tre amici tornano a Villa Villacolle e gustano una limonata, colta da un albero cavo presente in giardino.
- - Nota: In Italia è stato scambiato di posto con Una festa movimentata a causa della distribuzione tedesca. Nell'edizione svedese è stato comunque mantenuto l'ordine originale degli episodi.

## Una gita in campagna
Pippi ha costruito degli aquiloni e va a trovare Tommy e Annika per chiedere loro di andare a provarli.
Dopo il consenso della mamma i tre si recano in campagna, in compagnia del signor Nilsson e in groppa a Zietto, e fanno volare gli aquiloni.
Nel frattempo i due vagabondi Blum e Donner-Karlsson cercano di elemosinare qualcosa cantando e suonando un organetto, costretti tuttavia a fuggire dopo essere stati avvistati dai poliziotti Kling e Klang.
Sdraiati in mezzo a un prato i tre amici osservano gli aquiloni volteggiare in aria e Pippi fantastica su quanto possa essere facile volare provando ciò poco dopo, gettandosi da un dirupo a strapiombo.
Successivamente, giocando a nascondino, Tommy e Annika sono vittime di uno scherzo di Pippi nascosta in una grotta, che si finge un drago.
In quel momento, mentre rincorre i suoi amici, trova un uccellino morto e decide di seppellirlo con l'aiuto di Tommy e Annika, fischiettando poi una triste canzone.
I tre amici si recano poi a un ponte su un ruscello e giocano con delle barchette di legno. Nelle vicinanze si sono rifugiati i due vagabondi che, dopo svariate richieste, ricevono delle provviste di cibo da Pippi.
Intanto, il signor Nilsson è scomparso. Dopo alcune ricerche i tre amici lo ritrovano su una zattera di fortuna in un fiume: Pippi improvvisa un salvataggio riportando la scimmietta a terra.
I tre fanno così ritorno a casa Settergren, dove ritrovano il padre di Tommy e Annika a giocare a freccette fin da quella mattina cercando, senza successo, di fare tutti centri. Pippi, che aveva già dato prova della sua grande mira la mattina stessa, si riconferma campionessa, sotto gli occhi esterrefatti del signor Settergren.
- Nota: Reintitolato in alcune edizioni Gita in campagna.

## Uno strano compleanno
È il compleanno di Pippi, e Tommy e Annika svuotano i loro salvadanai per farle un bel regalo.
La festeggiata, che intanto si sta dedicando ai preparativi, riceve una visita insolita: sono Blum e Donner-Karlsson che, intenzionati a rubarle il baule con le monete d'oro, decidono di rimandare il furto, credendo dalla descrizione di Pippi che il signor Nilsson sia un omone grande e grosso.
Tommy e Annika arrivano a Villa Villacolle, che risplende di mille luci, consegnano il regalo a Pippi (un carillon) e ricevono in dono un pallone e un'armonica.
Dopo un banchetto a base di torta con la panna Pippi convince i suoi amici a salire in soffitta, facendo credere loro che lassù pulluli di fantasmi. Dopo essersi esibita in una danza al suono di un vecchio grammofono, Pippi trova una vecchia camicia da notte e delle pistole, che regala ai due fratellini.
Al loro ritorno in salotto, Tommy e Annika intonano una canzone d'auguri per Pippi, poi tornano a casa.
È il momento per i due vagabondi di intrufolarsi in casa, trovando tuttavia Pippi sveglia senza alcuna intenzione di essere derubata. Per difendersi, prima scaraventa Donner-Karlsson su un armadio, poi gli lancia in faccia gli avanzi della torta.
Pippi vuole poi donare a entrambi una moneta d'oro, ma i due fuggono spaventati dalla finestra.
- Nota: Distribuito come terzo episodio in alcune uscite editoriali.

## Visita al Luna Park
In città è arrivato il luna park e Tommy e Annika non vedono l'ora di raccontare tutto alla loro amica, ma a Villa Villacolle di Pippi non c'è traccia. I due fratellini trovano invece un'elegante signora la quale dice loro che la bambina è partita per la Luna e che non sarà di ritorno prima di febbraio. Tommy e Annika non credono a questa storia e infatti rimangono vittime di un altro scherzo di Pippi, travestita da zia.
I tre si recano finalmente al luna park: per iniziare giocano al tiro al bersaglio, dove Pippi vince un cagnolino per Annika.
Anche Kling e Klang sono presenti: i due escogitano uno stratagemma per provare gratis le giostre, che si rivelano essere troppo spericolate per i due, anche a causa dello zampino di Pippi, che mette mano sulla giostra dei cavalli sulla quale si trovano anche Tommy e Annika, facendola andare a tutta velocità.
È poi il momento dello spettacolo principale dove si esibirà Adolfo, l'uomo più forte del mondo. I più temerari potranno sfidarlo e Pippi non si tira certo indietro, mettendolo al tappeto e mostrando la sua incredibile forza.
Nell'ultimo spettacolo si esibisce la signorina Paula in una sensuale danza del ventre con un serpente boa. Pippi, che ama molto i serpenti, si avvicina al palco ed estrae dal cesto un secondo boa, causando lo spavento della folla e del direttore, che la implora di riporre l'animale nel cesto.

## La prima neve
In città è arrivata la prima neve dell'anno e Pippi, dopo essersi svegliata e aver fatto l'inventario del suo guardaroba invernale, esce in groppa a Zietto per ammirare il paesaggio.
Sul percorso incontra Tommy e Annika che stanno andando a scuola e scopre che, se vorrà avere le vacanze di Natale, dovrà seguire i suoi amici in classe.
Dopo aver cercato di rassettare invano la casa, a causa del signor Nilsson che mette tutto a soqquadro, Pippi va a scuola portando con sé anche la scimmietta. La maestra, buona e gentile, cerca di interrogarla, ma lascia subito perdere quando capisce che la bambina non mostra il minimo interesse nel seguire la lezione. Durante il momento del disegno Pippi decide di ritrarre Zietto sulla parete a grandezza naturale. La maestra, indignata, decide di far cantare la classe, mentre Pippi si accascia stanca sul pavimento.
La ragazzina sostiene che per lei la scuola sia troppo faticosa, perciò decide di andarsene, non prima di aver raccontato alla classe di quando lottò con un boa in India e di come nelle scuole del Brasile si passino le giornate a mangiare caramelle.
Dopo aver incartato i regali e averli appesi a un albero Pippi costruisce una pista da sci e un'enorme palla di neve.
Nel frattempo, Blum e Donner-Karlsson tentano un secondo furto a Villa Villacolle ma Pippi sta in guardia, facendoli diventare pupazzi di neve dopo aver scagliato loro contro la gigantesca palla. Essi si scusano e Pippi regala loro due monete d'oro. I due ringraziano e subito dopo fuggono soddisfatti.

## I regali di Natale
Si sta avvicinando il Natale e zia Prusselius, contraria al fatto che Pippi lo passi in solitudine, cerca di metterla in collegio con l'aiuto di Kling e Klang, ma invano.
Intanto a Villa Villacolle fervono i preparativi per un banchetto natalizio e Pippi prepara una quantità industriale di biscotti, stendendo un enorme strato di pasta sul pavimento.
Tommy e Annika, sopraggiunti nel frattempo, chiedono all'amica di andare a pattinare con loro ed ella, non disponendo di pattini, se ne fabbrica un paio.
Successivamente, i due fratellini chiedono a Pippi che regalo desidererebbe, per organizzarle in gran segreto una sorpresa, e la invitano a passare la vigilia a casa loro, poiché il pensiero che Pippi rimanga tutta sola li rattrista molto. Tuttavia, la bambina rifiuta, perché anche Zietto e il signor Nilsson rimarrebbero soli.
Così, la sera della vigilia Pippi rimane a casa triste e in solitudine, ignara che Tommy e Annika, con tutti i loro amici stiano arrivando proprio da lei con un'allegra fiaccolata a portarle il regalo. Pippi, entusiasta nel vedere i suoi amici, scarta finalmente il regalo il quale si rivela essere una tromba (che desiderava da tempo) e, mentre la suona, tutti gli altri bambini si arrampicano sull'albero a scartare tutti i doni appesi da Pippi.
- Nota: Reintitolato Regali di Natale.
- Curiosità: Questo episodio insieme al precedente venne girato a Røros in Norvegia. Non potendo raggiungere il set Göthe Grefbo, interprete di Klang, venne momentaneamente sostituito da un altro attore, che impersonò il ruolo di un altro poliziotto di nome Persson, benché nelle edizioni estere venne fatto comunque passare per Klang.

## L'introvabile Spunk
Pippi, dopo una sontuosa colazione con una torta alla panna, scova una conchiglia rovistando tra i cassetti del comò che, se immersa nell'acqua, rivela all'interno un fiore.
Ella decide di trovargli un nome e finisce per inventare una parola nuova: Spunk.
Arrivano Tommy e Annika, e i tre cercano di capire cosa possa essere uno Spunk. Ipotizzando che possa trattarsi di un animale enorme e cattivo che spaventi persino il signor Nilsson, i tre amici si mettono all'opera e costruiscono una trappola per catturarne uno: sistemano dei secchi di vernice su delle assi sopra la porta d'ingresso così lo Spunk, quando entrerà, si ritroverà sommerso di colore.
Pippi, Tommy e Annika si recano in città per scoprire se lo Spunk possa trovarsi lì. Dopo aver constatato che non è né una pianta né un animale si recano al negozio di dolciumi, ma senza ottenere una risposta. 
La tappa successiva è un negozio di ferramenta, ma neanche lì il commesso sembra essere d'aiuto.
Pippi pensa così di carpire informazioni da zia Prusselius, che abita in un condominio poco distante. Si arrampica sul muro e si affaccia alla finestra a testa in giù ma, invece di avere una risposta precisa dalla donna, la terrorizza. Mentre camminano per le vie della città Pippi sembra essere colta da un malore, così Tommy e Annika la portano dal dottore. La protagonista gli afferma di avere lo Spunk ma il medico, dopo averla visitata, la rassicura dicendole che è sana come un pesce.
I tre tornano dunque a casa a mani vuote ma, proprio in quel momento, qualcuno cade nella trappola: era zia Prusselius, venuta a verificare che Pippi stesse bene.
Mentre giocano in giardino Annika sta per pestare uno strano coleottero. I tre non capiscono che specie di coleottero possa essere, ma Pippi ha un'illuminazione e constata che sia lo Spunk che cercavano da tanto.
Finalmente, i tre amici scoprono dove si trovasse, e subito dopo, lo liberano facendolo volare via.

## Una gita in pallone
Mentre cercano di elemosinare qualche spicciolo i due vagabondi Blum e Donner-Karlsson progettano un ennesimo furto a Villa Villacolle dopo che Pippi, di passaggio con Tommy e Annika, ha offerto loro qualche pezzo d'oro.
Intanto, a casa, i tre amici fantasticano su quanto sia bello volare come degli uccelli e a Pippi viene un'idea, quella di provare la vecchia mongolfiera di suo padre che si trova in soffitta. I tre organizzano dunque una piccola gita e, mentre preparano le provviste, i due vagabondi si intrufolano nella villa e riescono a impossessarsi del baule d'oro.
Pippi, Tommy e Annika partono in compagnia del signor Nilsson. Sfortunatamente vengono visti da zia Prusselius che chiede aiuto a Kling e Klang per farli scendere immediatamente. I due poliziotti si mettono all'inseguimento del pallone che, dopo aver sorvolato la costa, atterra in un campo. I tre amici stanno per fare merenda, ma sono costretti a ripartire subito perché, in quel momento, sopraggiungono i poliziotti.
Intanto, i due vagabondi se la spassano contando le monete sul ciglio della strada ma, proprio in quell'istante, piomba loro addosso dal cielo una bambola del tutto simile a Pippi (che i tre amici si erano portati sul pallone e che Tommy aveva fatto accidentalmente cadere). I due furfanti si spaventano, poiché hanno capito che la proprietaria del baule con l'oro si trova nei paraggi.
Poco dopo il pallone arriva sul campanile di una chiesa, ma i tre amici terrorizzano il sagrestano che, credendo di avere le allucinazioni, corre subito ad avvertire il parroco. Tommy, Annika e Pippi fuggono subito, ma quest'ultima si lancia pericolosamente dalla punta del campanile e rischia di cadere di sotto. Riesce, tuttavia, a risalire coraggiosamente grazie all'aiuto di Tommy. I tre amici avvistano con il cannocchiale Blum e Donner-Karlsson e, con un arpione, riescono a recuperare la valigia di monete d'oro, lasciandoli con un palmo di naso. I due ladri si danno alla fuga poiché Kling e Klang, che hanno seguito tutto il tempo il pallone invece di dare la caccia ai vagabondi, li avvistano e iniziano a rincorrerli, mentre Pippi, Tommy e Annika assistono divertiti alla scena dall'alto. Tuttavia, i due furfanti riescono a rubare la motocicletta dei poliziotti e a farla partire, lasciandoli a piedi nel bel mezzo del nulla.

## Come Robinson Crusoe
Si prospettano tre giorni di noia totale per Tommy e Annika, poiché i loro genitori, partiti per qualche giorno, chiedono a zia Prusselius di badare a loro. I due raggiungono Pippi che sta pescando su un pontile. All'improvviso Annika avvista sul fondo del lago una barca abbandonata e Pippi si tuffa subito per recuperarla, salvo poi portarla a Villa Villacolle e ripararla. La sera stessa la protagonista è invitata a cena da Tommy e Annika: zia Prusselius ha preparato uno strano minestrone. Il signor Nilsson fa cadere nella zuppa delle viti mentre tutti sono distratti e, durante la cena, Tommy e Annika rischiano quasi di rompersi i denti.
La mattina dopo continuano le riparazioni alla barca e si inizia a progettare un naufragio sulle orme di Robinson Crusoe: i tre amici salperanno la mattina successiva e navigheranno verso un'isoletta deserta in mezzo a un lago poco distante. L'indomani, all'alba, Tommy lascia un biglietto a zia Prusselius mentre sta ancora dormendo, nel quale la tranquillizza dicendole che lui e Annika sarebbero tornati la sera successiva e che con Pippi sarebbero stati al sicuro. I tre si recano dunque sulle rive del lago accompagnati da Zietto e dal signor Nilsson e salpano. Poco dopo Pippi avvista l'isoletta col cannocchiale e approdano.
Dopo essere andati in esplorazione piantano una tenda nel mezzo di una radura: Pippi spaventa i suoi amici affermando che sull'isola vi siano indiani e bestie feroci. Dopo aver fatto finta di combattere contro un serpente e un rinoceronte, i tre fanno il bagno giocando a tuffarsi da un albero in riva al lago e, al momento della cena, Pippi e Tommy fantasticano sul loro futuro da pirati, mentre Annika ne è terrorizzata.
La notte stessa, nella tenda, Pippi sogna un veliero sul quale lei è capitano pirata.
La mattina seguente i tre amici si svegliano con una brutta sorpresa: la barca è sparita. Chiedendosi come sarebbero potuti andare via Pippi spiega che in questi casi si invoca aiuto usando la posta in bottiglia, scrivendo un messaggio di soccorso e gettandola in acqua in attesa che qualcuno la trovi e venga a soccorrerli. All'improvviso la bambina si ricorda che la notte prima aveva tirato a terra l'imbarcazione per evitare che si bagnasse. I tre ripartono dunque alla volta della terraferma.
Arrivati a Villa Villacolle, una bella sorpresa attende Pippi: suo padre Efraim è tornato a trovarla.

## Festa d'addio
Il padre di Pippi, re dei negri dell'Isola di Taka-Tuka, è arrivato a Villa Villacolle. Finalmente anche Tommy e Annika fanno la conoscenza di Efraim Calzelunghe e ne rimangono molto colpiti. Dopo aver danzato al suono del tam tam, l'uomo annuncia alla figlia che vuole portarla con sé nei mari del Sud: naturalmente questo intristisce molto Tommy e Annika.
Il giorno successivo, mentre Pippi fa la sua ginnastica mattutina, arrivano i due fratellini, evidentemente dispiaciuti nel vedere la loro amica tanto entusiasta per l'imminente partenza. In quel momento si presenta al cancello zia Prusselius per convincere per l'ennesima volta Pippi a seguirla in collegio, ma non sa che adesso in casa è presente anche il suo papà e, al vederlo, ne rimane talmente affascinata e felice da cambiare idea. 
Pippi, Tommy, Annika e il capitano Calzelunghe si recano al molo, dove è ancorata la Saltamatta, la nave sulla quale la protagonista e suo padre hanno viaggiato per anni in lungo e in largo. I marinai sono molto contenti di rivedere la figlia del loro capitano e, dopo aver cantato e ballato, Pippi annuncia che ci sarebbe stata una grande festa d'addio a Villa Villacolle, a cui tutti potranno partecipare. Una felice Pippi e degli sconsolati Tommy e Annika iniziano a preparare il tutto e nel pomeriggio tutti i bambini della città e i marinai della Saltamatta arrivano nel giardino di casa. Tutti iniziano a mangiare e divertirsi: la festa culmina con una torta lanciata in faccia al capitano Calzelunghe e con Pippi che dà prova di essere la più forte del mondo, prima battendo suo padre a braccio di ferro e poi sollevando la porta di casa con sopra Zietto, Tommy, Annika e i marinai.
La serata si conclude a suon di musica e alle luci di molte girandole, ma Tommy e Annika appaiono molto tristi: d'ora in poi, senza la loro amica, si sentiranno davvero soli.

## La partenza
È giunto il momento tanto atteso: Pippi sta sistemando Villa Villacolle prima di lasciarla per sempre. La bambina rassicura anche il signor Nilsson: d'ora in poi la scimmietta non dovrà più indossare il maglione nei mari del Sud.
Arrivano Tommy e Annika con due facce davvero tristi: Pippi prova a farli sorridere facendo delle smorfie, ma senza risultato. I tre amici, sempre in compagnia del signor Nilsson e Zietto, si avviano al molo, dove tutto è pronto per la grande partenza. Tutti i cittadini si sono riuniti per dare l'ultimo saluto alla strepitosa bambina che ha cambiato a tutti la vita: Kling e Klang, zia Prusselius e tutti i bambini della città, perfino Blum e Donner-Karlsson assistono ai saluti dalle sbarre della prigione. Tommy e Annika se ne stanno in disparte: Pippi non sopporta di vederli così tristi e perciò, dopo aver parlato con suo padre, decide di restare a Villa Villacolle poiché ormai troppo affezionata ai suoi amici e a quella vita.
Prima di salpare, padre e figlia si salutano e Efraim lancia a Pippi una nuova borsa di monete d'oro, con la promessa che tornerà presto a trovare la sua bambina.
Tommy e Annika sono al settimo cielo e i tre fanno ritorno a casa in groppa a Zietto. Anche Pippi è felice di essere tornata e, dopo aver constatato quanto possa essere bello abitare a Villa Villacolle, i tre giocano felici come un tempo, ricollegandosi alla scena del primo episodio della serie. D'un tratto Tommy afferma di non voler mai diventare grande e Pippi mostra ai due fratellini delle pillole del tutto simili a dei ceci, chiamate pillole Crumelius: sarà sufficiente inghiottirne una per restare per sempre bambini. I tre inseparabili amici aspettano che sia buio e prendono le pillole, fantasticando sul futuro e su cosa avrebbero fatto l'indomani. Dopo essere tornati a casa, Tommy e Annika osservano Pippi dalla finestra. Dispiaciuti dal fatto che trascorra sempre la notte da sola, non desiderano altro che correre subito da lei il mattino successivo e, felici che la loro amica sia rimasta a Visby, la salutano. Pippi, sdraiata su una sedia a dondolo, fissa con aria sognante una candela sul tavolo di casa sua, che spegne infine con un soffio.

## Capitano Calzelunghe chiede aiuto
- Nota: Trasmesso originariamente in Germania Ovest il 6 febbraio 1972 su Das Erste come Pippi Langstrumpf und die Seeräuber – Teil 1. Intitolato Il Capitano Calzelunghe chiede aiuto in alcune riedizioni.

## L'isola di Taka-Tuka
- Nota: Trasmesso originariamente in Germania Ovest il 13 febbraio 1972 su Da Erste come Pippi Langstrumpf und die Seeräuber – Teil 2. Distribuito in home video come Isola di Taka-Tuka o erroneamente Isola da Taka-Tuka.

## Pippi contro i pirati
- Nota: Trasmesso originariamente in Germania Ovest il 20 febbraio 1972 su Das Erste come Pippi Langstrumpf und die Seeräuber – Teil 3.

## Il tesoro dello zio Fabian
- Nota: Trasmesso originariamente in Germania Ovest il 27 febbraio 1972 su Das Erste come Pippi Langstrumpf und die Seeräuber – Teil 4. Reintitolato Il tesoro di zio Fabian o Tesoro di zio Fabian.

## La fuga da casa
- Nota: Trasmesso originariamente in Germania Ovest il 5 marzo 1972 su Das Erste come Mit Pippi Langstrumpf auf der Walz – Teil 1. Distribuito in home video come La colla speziale.

## Un viaggio nella botte
- Nota: Trasmesso originariamente in Germania Ovest il 12 marzo 1972 su Das Erste come Mit Pippi Langstrumpf auf der Walz – Teil 2.  Reintitolato Viaggio nella botte.

## L'automobile volante
- Nota: Trasmesso originariamente in Germania Ovest il 19 marzo 1972 su Das Erste come Mit Pippi Langstrumpf auf der Walz – Teil 3. Distribuito in home video come Automobile volante.

## Ritorno a casa
- Nota: Trasmesso originariamente in Germania Ovest il 26 marzo 1972 su Das Erste come Mit Pippi Langstrumpf auf der Walz – Teil 4.